# Maha Al Muneef
Maha Al Muneef, (لدكتورة مها عبدالله المنيف arabiska) född 1960 är en saudisk läkare och människorättsaktivist från Saudi-Arabien.
Al Muneef är en läkare med inriktning på infektionssjukdomar hos barn. Hon studerade vid King Saud University och läste sin specialistutbildning vid Yale.
Muneef kom att engegera sig i frågor som rör våld mot barn, både utanför och i hemmet. Hon grundade National Family Safety Program (NFSP) år 2005 och försökte genom denna organisation att påverka landets regering att göra mer för att stötta de barn som drabbats och stifta lagar för att skydda barnen.
År 2013 stiftades landets första lag Protection from abuse, där Muneef och NFSP haft en instrumentell roll i framtagandet av lagen.
2014 tilldelades Al Muneef International Women of Courage Award.